# Pentila preussi
Pentila preussi är en fjärilsart som beskrevs av Otto Staudinger 1888. Pentila preussi ingår i släktet Pentila och familjen juvelvingar. Inga underarter finns listade i Catalogue of Life.